# Santiago Maravatío
Santiago Maravatío är en kommun i Mexiko.   Den ligger i delstaten Guanajuato, i den centrala delen av landet, 210 km väster om huvudstaden Mexico City.
Följande samhällen finns i Santiago Maravatío:
- Santa Rita de Casia
- Santa Teresa
- Hermosillo
- Colonia Morelos